# NGC 1662
NGC 1662 is een open sterrenhoop in het sterrenbeeld Orion. Het hemelobject werd op 18 januari 1784 ontdekt door de Duits-Britse astronoom William Herschel. Door het beperkte (doch relatief heldere) aantal sterren in deze groep kan NGC 1662 beschouwd worden als een telescopisch asterisme. Mede door de typische vorm ervan kreeg dit object de bijnaam Klingon battlecruiser.

## Synoniemen
- OCL 470
- Collinder 55 (Cr 55)